# BQ Aquaris E5
L'Aquaris E5 et l'Aquaris E5 FHD sont des smartphones Android pouvant accueillir deux cartes SIM ; ils ont été  conçus par le constructeur espagnol BQ qui les a lancés sur le marché en juillet 2014,. Ces téléphones fonctionnent avec Android 4.4 Kit Kat.

## Ubuntu Édition
Le 9 juin 2015, BQ a lancé en partenariat avec Canonical l'Aquaris E5 HD Ubuntu Edition. Ce téléphone basé sur le matériel de l'Aquaris E5 (avec un écran de 1280 x 720) a été vendu en Union européenne uniquement.
Il devient le troisième téléphone à être vendu avec le système d'exploitation mobile Ubuntu Touch, après le BQ Aquaris E4.5 Ubuntu Edition et le Meizu MX4 Ubuntu Edition (en).